# Ульгулі-Малші
Ульгулі́-Малші́ (каз. Үлгілімалшы) — село у складі Кокпектинського району Абайської області Казахстану. Адміністративний центр Ульгулімалшинського сільського округу.
Населення — 649 осіб (2021; 959 у 2009, 1252 у 1999, 1761 у 1989).
Національний склад станом на 1989 рік:
- казахи — 100 %

Станом на 1989 рік село називалось Ульгумалші.